# Kritična micelarna koncentracija
Kritična micelarna koncentracija (KMK ali CMC) je v koloidni in površinski kemiji opredeljena kot najmanjša koncentracija površinsko aktivne snovi (PAS), pri kateri se začnejo tvoriti miceli in nad katero vse dodatne molekule PAS, dodane v sistem, preidejo v micele.
KMK je pomembna značilnost vsake PAS. Preden PAS doseže KMK, se površinska napetost s povečevanjem koncentracije PAS močno spreminja. Ko PAS doseže KMK, površinska napetost ostane relativno konstantna ali pa se spreminja z bistveno manjšim naklonom. Vrednost KMK za določeno snov v določenem mediju je odvisna od temperature, tlaka in (včasih močno) od prisotnosti in koncentracije drugih PAS in elektrolitov. Miceli se tvorijo le pri temperaturi, višji od kritične micelarne temperature.
Na primer, vrednost KMK za natrijev dodecilsulfat v vodi (brez dodatka drugih snovi) pri 25 °C in atmosferskem tlaku znaša 8 ⋅ 10-3 mol/L.
Preučevanje agregacije lipidov (amfifiilov) je znano kot lipidni polimorfizem.